# Iznuda
Iznuda je sticanje koristi prinudom. U većini jurisdikcija iznuda predstavlja krivično delo, i veći deo ovog članka bavi se takvim slučajevima. Pljačka je najgori oblik iznude.
Iznuda se ponekad naziva „zaštitnim reketom”, jer reketari često svoje zahteve izriču kao plaćanje za „zaštitu” od (stvarnih ili hipotetičkih) pretnji neodređenih drugih strana; mada je često, i gotovo uvek, takva „zaštita” jednostavno uzdržavanje od štete od iste strane, i takva se podrazumeva u ponudi „zaštite”. Iznuđivanje se često praktikuje od strane organizovanog kriminala. U nekim nadležnostima stvarno ostvarivanje koristi nije potrebno za počinjenje krivičnog dela, a pretnja nasiljem koja se odnosi na zahtev za plaćanjem novca ili imovine radi zaustavljanja budućeg nasilja dovoljna je za počinjenje krivičnog dela. Dejstvo se odnosi ne samo na iznudu ili zahtevanje i pribavljanje nečega silom, već dodatno, u svojoj formalnoj definiciji, znači nanošenje nečega poput bola i patnje ili prisiljavanje nekoga da trpi nešto neprijatno.
Termin iznuda se često metaforički koristi za lihvarstvo ili uvećavanje cena, mada se ta dela pravno ne smatraju iznudom. Takođe se često koristi slobodno da bi se uputilo na svakodnevne situacije u kojima se jedna osoba oseća zaduženom protiv svoje volje, drugoj, da bi dobila esencijalnu uslugu ili izbegla pravne posledice. Ni iznuda, ni ucena, ne zahtevaju pretnju krivičnim delom, poput nasilja, samo pretnju koja se koristi za izmamljivanje radnji, novca ili imovine od objekta iznude. Takve pretnje uključuju podnošenje prijave (istinite ili ne) kriminalnog ponašanja policiji, otkrivanje štetnih činjenica (kao što su slike predmeta iznude u kompromitujućem položaju), itd.

## Sjedinjene Države
Iznuda se razlikuje od pljačke. U pljački, bilo naoružano ili ne, počinitelj uzima žrtvi imovinu neposrednom upotrebom sile ili straha da će sila biti neposredno upotrebljena. Iznuda, koja nije ograničena na oduzimanje imovine, uključuje usmenu ili pismenu instilaciju straha da će se žrtvi nešto dogoditi ako se ne povinuju volji iznuđivača. Druga ključna razlika je u tome što iznuda uvek uključuje usmenu ili pisanu pretnju, dok pljačka ne mora. Prema saveznom zakonu Sjedinjenih Država, iznuda se može izvršiti sa ili bez upotrebe sile i sa ili bez upotrebe oružja.
Ucenom, koja uvek uključuje iznudu, iznuđivač preti da će otkriti informacije o žrtvi ili članovima njihove porodice koje su potencijalno neugodne, socijalno štetne ili inkriminišuće ukoliko se ne zadovolji potražnja za novcem, imovinom ili uslugama.
U Sjedinjenim Državama iznuda se takođe može počiniti kao savezni zločin preko računarskog sistema, telefona, pošte ili korištenjem bilo kog instrumenta međudržavne trgovine. Iznuda zahteva da je pojedinac poruku poslao voljno i svesno kao elemente zločina. Poruka se mora poslati (ali ne mora doći do željenog primaoca) da bi se izvršilo krivično delo iznude.

## Ujedinjeno Kraljevstvo

### Engleska i Vels
U Engleskoj i Velsu iznuđivanje imovine i novca prinudom predstavlja krivično delo ucene koje pokriva bilo koji „neopravdani zahtev sa pretnjama”, uključujući i fizičke pretnje. Pogledajte sekciju 21 Zakona o krađi iz 1968, plus sekcije 29 i 30 Zakona o krađi iz 1916. Grupa ljudi takođe može počiniti zaveru.

### Škotska
Iznuda je uobičajeno zakonsko krivično delo u Škotskoj kada se upotrebom pretnje štetom zahteva novac, imovina ili neka korist od druge osobe. Nije važno da li je sam zahtev legitiman (na primer za dugovani novac), jer se delo i dalje može počiniti kada se koriste nelegitimne pretnje štetom.

## Sajber iznuda
Sajber iznuda je kada individua ili grupa koristi internet kao ofanzivnu silu. Grupa ili pojedinac obično kompaniji pošalje preteći e-mail u kome navodi da su primili poverljive informacije o njihovoj kompaniji i da će iskoristiti bezbedonosni propust ili pokrenuti napad koji će naštetiti mreži kompanije. Poruka poslata putem imejla obično zahteva novac u zamenu za sprečavanje napada.

### Slučajevi
U martu 2008. godine Antoni Digati uhapšen je pod saveznom optužbom za iznudu međudržavnom komunikacijom. Digati je uložio 50.000 američkih dolara u promenljivu polisu životnog osiguranja kompanije Njujorško životno osiguranje i želeo je povraćaj od 198.303,88 dolara. Kada se firma nije pridržavala pravila, zapretio je da će poslati 6 miliona spam imejlova. On je registrovao domen u februaru 2008. godine koji je u URL-u sadržao ime Njujorškog životnog osiguranja radi prikazivanja lažnih javnih izjava o kompaniji i povećao je svoju potražnju na 3 miliona dolara. Prema tužiocima, Digatijeva namera nije bila da informiše ili edukuje, već je želeo da „ošteti reputaciju Njujorškog životnog osiguranja i košta kompaniju milionima dolara prihoda”. Njujorško životno osiguranje je kontaktiralo Federalni istražni biro i Digati je uhapšen.
Španska policija je 15. februara 2011. godine privela čoveka koji je pokušao da uceni Nintendo zbog podataka o kupcima koje je ukrao. Čovek je ukrao lične podatke o 4.000 korisnika i e-poštom poslao Nintendo Iberiki, španskom odeljenju Nintenda, i optužio kompaniju za nemar u održavanju podataka. On je zapretio kompaniji da će informacije objaviti i žaliti se Španskoj agenciji za podatke ako njegovi zahtevi ne budu ispunjeni. Nakon što je Nintendo ignorisao njegove zahteve, objavio je neke od informacija na internet forumu. Nintendo je obavestio vlasti i čovek je uhapšen u Malagi. Nisu otkrivene informacije o tome šta je čovek zahtevao od Nintenda.
Dan 7. februara 2019. Džef Bezos, vlasnik Amazona i Vašington posta i trenutno najbogatija osoba na svetu, optužio je novine National Enquirer i njegovu matičnu kompanijuAmerican Media, Inc, da su počinili iznudu preteći da će otkriti njege gole slike, osim ako on javno ne izjavi da on „[nema] nikakvo znanje ili osnovu za sugerisanje da je izveštavanje AMI-a bilo politički motivisano ili pod uticajem političkih snaga”. Ova pretnja bila je odgovor na Bezosovu istragu tabloida zbog objavljivanja detalja o njegovoj vezi sa Loren Sančez, što je dovelo do toga da su Bezos i njegova supruga Makenzi najavili razvod 9. januara te godine. Bezos je to odbio i objavio pretnju na Mediumu.
Dana 21. oktobra 2020, novinski izvori su izvestili da je oko 40.000 kartona pacijenata ukradeno iz finskog privatnog pružaoca zdravstvene nege Vastamo. Iznuđivači su tražili 40 bitkojna, što je oko 450.000 evra, pod pretnjom objavljivanja podataka. Iznuđivači su dnevno objavljivali stotinu kartona pacijenata na oglasnoj tabli Tor kako bi pojačali pritisak na njihove zahteve. Objavljeni podaci pacijenata obuhvatali su puno ime i prezime pacijenta, kućne adrese, brojeve socijalnog osiguranja i beleške terapeuta i lekara sa svake sesije. Nakon što iznuda kompanije nije uspela, iznuđivači su žrtvama poslali e-mail zahtevajući da plate 200 evra za 24 sata ili 500 evra za 48 sati kako bi izbegli objavljivanje svojih osetljivih ličnih podataka. Utvrđeno je da su bezbednosne prakse kompanije neadekvatne: osetljivi podaci nisu bili šifrovani, i očigledno je da je sistemska root lozinka bila vrlo slaba. Podacima o pacijentima su upadači prvi put pristupili u novembru 2018. godine, dok su bezbednosne mane nastavile da postoje do marta 2019. Predsednik Finske je okarakterisao sajber napad „nemilosrdno surovim”.

## Literatura
- Baker, Dennis J. (2012). Glanville Williams Textbook of Criminal Law. ISBN 978-0-414-04613-9.. Sweet & Maxwell: London. (2005) .
- Criminal Law Revision Committee. 8th Report. Theft and Related Offences. Cmnd. 2977
- Griew, Edward. Theft Acts 1968 & 1978. ISBN 978-0-421-19960-6.. Sweet & Maxwell: London.
- Ormerod, David (2005). Smith and Hogan Criminal Law. LexisNexis: London. ISBN 978-0-406-97730-4.
- Smith, J. C (1997). Law of Theft. LexisNexis: London. ISBN 978-0-406-89545-5.
- Frank Schmalleger; Daniel E. Hall; John J. Dolatowski (2009). Criminal Law Today (4th изд.). Prentice Hall. стр. 271—272. ISBN 978-0-13-504261-8.
- „Legislation View Page”. www.thelaw.tas.gov.au. Архивирано из оригинала 19. 9. 2016. г. Приступљено 2016-09-18.
- West's encyclopedia of American law, Volume 2. West Pub. Co. 1998. стр. 569 pages. ISBN 978-0-314-20155-3. Приступљено 23. 5. 2011.
- „Dictionary of the Scots Language:: SND :: black mail”.
- Card, Richard; Cross, Rupert; Jones, Philip Asterley (3. 8. 2018). Card, Cross and Jones Criminal Law. Oxford University Press. ISBN 9780198702306 — преко Google Books.

## Spoljašnje veze
- Iznuda na sajtu Enciklopedija Britanika